# You Si-kun

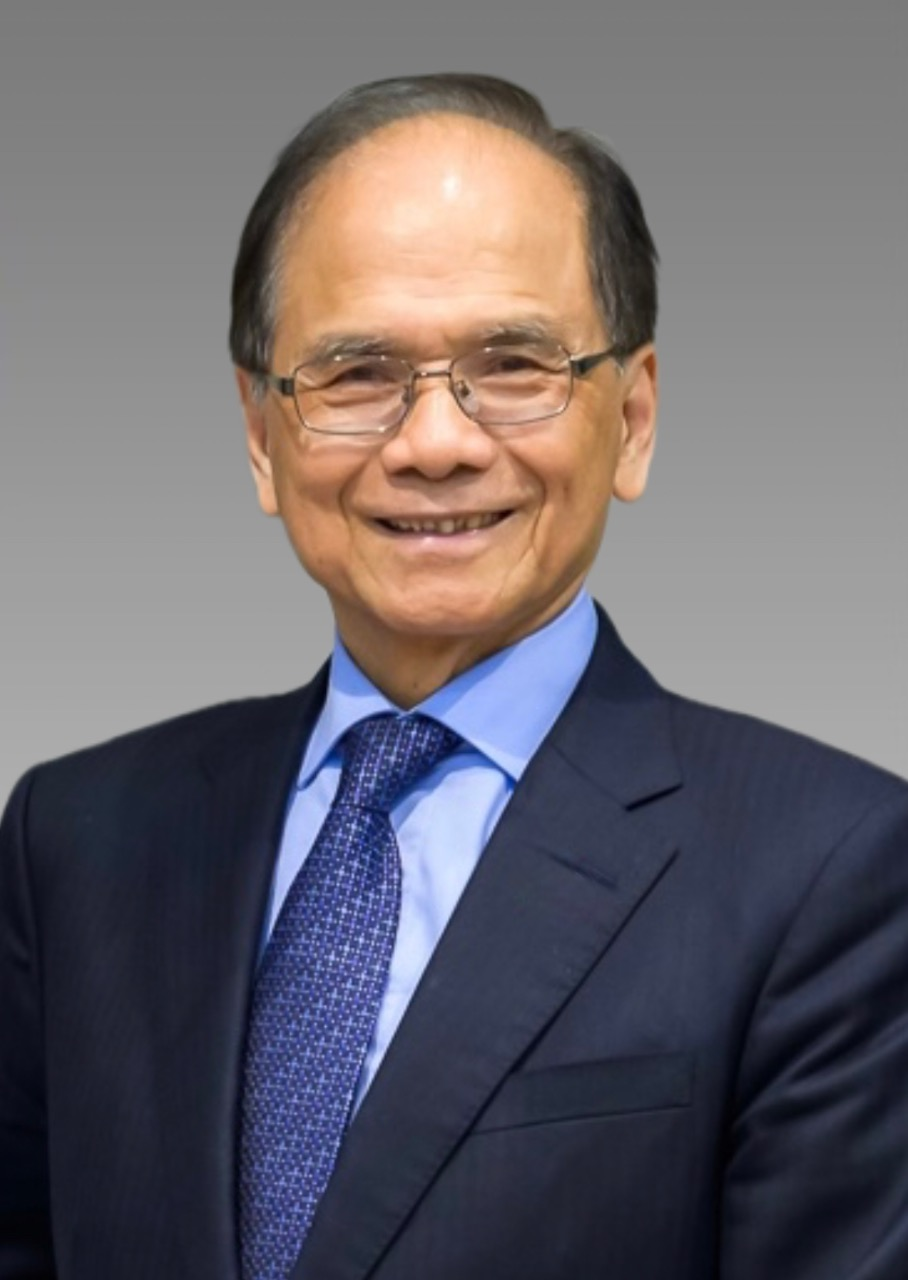
Yu Shyi-kun (2023)

You Si-kun (chinesisch 游錫堃 / 游锡堃, Pinyin Yóu Xíkūn, Pe̍h-ōe-jī Iû Sik-khun, in anderer Umschrift auch Yu Shyi-kun, * 25. April 1948 in Dongshan, Landkreis Yilan, Republik China auf Taiwan) ist ein taiwanischer Politiker und ehemaliger Premierminister (2002–2005).

## Biografie

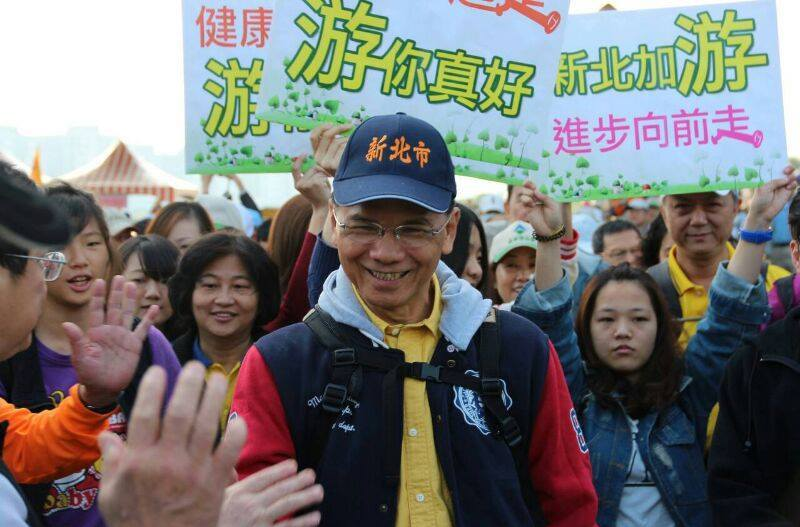
You Si-kun im Wahlkampf vor der Bürgermeisterwahl in Neu-Taipeh 2014

You wurde 1948 in eine arme bäuerliche Familie im Nordosten Taiwans geboren. Durch den frühen Tod seines Vaters wurde er gezwungen die Schulausbildung im Alter von 13 Jahren zu beenden und eine Arbeit aufzunehmen. Seine spätere Universitätsausbildung konnte You deswegen erst im relativ fortgeschrittenen Alter von 37 Jahren beenden. Frühzeitig engagierte sich You in der Politik und schloss sich zunächst der Jugend-Partei (Youth Party) unter Kuo Yu-hsin an. Er wurde 1981 in die Provinzialversammlung Taiwans gewählt und gehörte dieser bis 1989 an. Er engagierte sich in der Tangwai-Bewegung, einer Art Bürgerrechtsbewegung gegen die Kuomintang-Alleinherrschaft. 1986 gehörte er zu den Mitbegründern der Demokratischen Fortschrittspartei. Von 1989 bis 1997 war You Kreisvorsteher des Landkreises Yilan. 1998 bis 2001 wirkte er als Lehrbeauftragter an der Nationalen Kunstuniversität Taipeh.
1999 wurde er Generalsekretär der DPP unter dem damaligen Vorsitzenden Chen Shui-bian. Nachdem Chen 2000 zum Präsidenten gewählt worden war, wurde You Vizepremierminister in der DPP-Regierung. Er trat im selben Jahr infolge des sogenannten Bajhang-Fluss-Zwischenfalls zurück. Hier waren vier Arbeiter in der Landgemeinde Alishan infolge Hochwassers ums Leben gekommen während sich Armee und Polizei um die Zuständigkeit für die Rettungsmaßnahmen stritten. Der Vorfall wurde als symptomatisch für die politische Unerfahrenheit der neuen DPP-Regierung gesehen und You übernahm die politische Verantwortung, obwohl er nicht direkt verantwortlich gewesen war. Später wurde You von Präsident Chen zurückgerufen und war von Januar 2002 bis 2005 Premierminister.
Am 15. Januar 2006 wurde You in einer Zeit der Krise, als Präsident Chen der Korruption verdächtigt wurde, zum DPP-Parteivorsitzenden gewählt. Im September 2007 wurde You zusammen mit zwei weiteren DPP-Führungsfiguren, der Vizepräsidentin Annette Lu und dem Generalsekretär des Nationalen Sicherheitsrats Chen Tan Sun, ebenfalls von Korruptionsvorwürfen eingeholt. You wurde beschuldigt, als Vizepremier 70.000 US$ veruntreut zu haben. Am 3. Juli 2012 wurden sowohl You als auch Lu von den Korruptionsvorwürfen freigesprochen.
Im Vorfeld der Präsidentenwahl 2008 bewarb sich You um die Spitzenkandidatur der DPP, unterlag jedoch Frank Hsieh. Im Jahr 2014 kandidierte You als DPP-Kandidat für den Bürgermeisterposten von Neu-Taipeh. Er unterlag dabei seinem KMT-Kontrahenten Eric Chu knapp mit 48,8 % gegen 50,1 % der Stimmen.
Seit dem 1. Februar 2020 bis zum 2. Februar 2024 amtierte You als Präsident des Legislativ-Yuans (Parlamentspräsident).
You Si-kun heiratete 1978 Yang Pao-yu und hat zwei Söhne.